# Galambok
Galambok is een plaats (község) en gemeente in het Hongaarse comitaat Zala. Galambok telt 1279 inwoners (2001).